# Die eiserne Rose
Die eiserne Rose (Originaltitel: La rose de fer) ist ein französischer Spielfilm von Jean Rollin aus dem Jahr 1973. Er ist auch unter dem alternativen deutschen Titel Friedhof der toten Seelen bekannt.

## Handlung
Der Film beginnt mit dem Blick auf einen steinigen Strand an einem trüben Tag. Eine junge Frau in buntem Rock steht zwischen vermodernden Holzpfählen. Als am Strand eine schwarze, eiserne Rose angespült wird, nimmt sie die Frau mit sichtlicher Faszination in die Hand. Sie streichelt die Rose einige Zeit liebkosend, dann wirft sie sie schwungvoll zurück ins Meer und verlässt die Szene lächelnd. Es folgen die Eröffnungscredits. Während diese eingeblendet werden, verweist der Vorspann teilweise bereits auf spätere Szenen im Film, so an einer Stelle, die die junge Frau zeigt, wie sie vorne auf einer abgestellten Dampflokomotive stehend einen jungen Mann innig umarmt. Nach Bildern einer heruntergekommenen Provinzstadt mit zerfallenden Häusern wechselt die Szenerie abrupt zu einem Hochzeitsbankett. Das Mädchen, das am Strand und im Vorspann zu sehen war, sitzt mit am Tisch, wo sie eher isoliert von der restlichen Gesellschaft wirkt. Der junge Mann sitzt an einem Nebentisch und unterhält sich mit anderen weiblichen Gästen, wirft ihr aber Blicke zu. Plötzlich steht er auf und kündigt an, ein Gedicht aufsagen zu wollen. Das rätselhafte Gedicht schließt mit einem „Adieu an das Leben“, das „an dich, die du mich beweinen wirst, bis ich die Lust verspüre, mich selbst zu beweinen“ gerichtet ist. Während er es vorträgt, blickt er auffällig in Richtung des Mädchens. Er schließt lachend unter dem Applaus der Hochzeitsgesellschaft.
Die junge Frau und der Mann, deren Namen nie genannt werden, begegnen sich anschließend am Waldrand und verabreden sich dort zu einer Fahrradfahrt am Sonntag. Sie wollen sich am „alten Bahnhof“ treffen. In diesem sind französische Dampflokomotiven vom Typ „Mikado“ abgestellt. Die beiden spielen Fangen zwischen den Lokomotiven, bevor sie mit ihren Fahrrädern aufbrechen. Sie kommen zu einem Friedhof und gehen auf Drängen des Mannes hinein. In einer wenige Sekunden währenden Einstellung schließt ein Mann in klischeehafter „Vampirkleidung“ ein Gitter hinter sich und verschwindet in einem Grabmal. Während sie auf einem Grab picknicken, verteilt eine alte Frau Blumen auf den Grabmälern. Nach einem Spaziergang zwischen den Gräbern kommt das Paar zu einer Gruft. Der Mann öffnet sie und fordert die junge Frau auf, mit ihm hineinzuklettern. Zuerst weigert sie sich, folgt ihm dann aber doch, nachdem sie über einen stumm vorbeigehenden Mann in Pelzkleidung erschrocken ist. Während sich das Paar nackt in der ziemlich sauberen, mit Steinen ausgemauerten Gruft liebt (der Mann zündet eine gefundene Kerze an), geht ein Clown langsam über den Friedhof und legt Blumen an einem Grab nieder. Auch die alte Frau ist wieder zu sehen; sie verlässt den Friedhof und schließt das Gittertor hinter sich.
Als das Paar, wieder angezogen, die Gruft verlässt, muss es feststellen, dass die Nacht hereingebrochen ist. Sie finden den Weg zum Ausgang nicht mehr. Auf der Suche nach dem Ausgang werden sie zunehmend unruhig. Sie kommen zu einem Bauwerk, das sie für das Verwaltungsgebäude halten, und hoffen, darin jemanden zu finden, der sie hinauslassen kann. In dem Gebäude sind jedoch nur Kindersärge aufgestapelt. Im Licht eines Zündholzes öffnet der Mann einen Sargdeckel. Die entsetzte Frau fordert ihn auf, sie von diesem Ort wegzubringen. Liebevoll trägt er sie ein Stück auf dem Arm. Um sie zu beruhigen, fordert er sie auf, die Augen zu schließen, er werde sie so zum Ausgang führen. Als sie an einem Metallgitter vorbeikommen, behauptet er, es handle sich um das Gitter am Friedhofsrand. Die Frau öffnet die Augen und stellt fest, dass sie angelogen wurde. Sie geraten in Streit und prügeln sich, die Frau schlägt den Mann mit einem Holzkreuz. Nachdem sie weiter miteinander gerungen haben, der Mann der Frau mehrere Schläge versetzt und diese ein Grabmal umgeworfen hat, beruhigen sie sich wieder und beschließen, weiterzugehen, um sich so wenigstens etwas aufzuwärmen. Ihr Verhalten wird zunehmend irrational. Während der Mann über den „verdammten Friedhof“ flucht und gegen die Kreuze tritt, scheint sich die Frau plötzlich mit der Umgebung anzufreunden. Auf einem Grabstein liegend erklärt sie, sich gut zu fühlen und nicht weiter zu wollen. Sie spricht die Toten als ihre „Freunde“ an, die „mit den Gittern und Kreuzen“ eingesperrt worden seien. Der Mann, der nach einem markerschütternden Schrei, den die Frau von sich gegeben hatte, als er sie zum Weitergehen bewegen wollte, entsetzt davongerannt war, fällt in ein offenes Grab, bleibt dort zwischen Skeletten liegen und scheint nicht aufstehen zu können. Als die Frau zu diesem Grab kommt, scheint sie ihn zuerst herausziehen zu wollen, steigt dann aber zu ihm hinein. Sie lieben sich inmitten der Gerippe. Anschließend klettern sie aus dem Grab und irren weiter über den Friedhof.
Als die Frau sich einen Totenschädel wie eine Maske vor das Gesicht hält, schlägt ihr der Mann diesen aus der Hand. Sie kommen zu einer Mauer, die der Mann für die Friedhofsmauer hält. Er will sie überklettern, aber die Frau weigert sich: „Warum willst du zu ihnen zurückkehren? Sie kennen nicht den wahren Weg.“ Wütend klettert er ohne sie über die Mauer. Auf der anderen Seite angelangt, muss er feststellen, dass er sich immer noch im Friedhof befindet und vor ihm nichts als weitere Reihen von Gräbern zu sehen sind. Nach einem Wutanfall kehrt er zur Frau zurück. Der Stundenschlag zeigt ihnen an, dass Mitternacht ist – seine Uhr hatte der Mann schon früher am Abend in der Gruft vergessen. In der ausgestreckten Hand eines steinernen Engels findet die Frau die eiserne Rose. Sie nimmt diese, streichelt sie lächelnd und erklärt, es handle sich um die „Kristallrose“, die sie führen werde. Mit einem Trauerkranz um den Hals spielt sie Versteck mit dem Mann. Sie geraten zurück zur Gruft, in der sie sich zu Beginn vergnügt hatten. Erleichtert erklärt der Mann, er werde seine Uhr holen und sie seien gerettet. Nachdem er hineingestiegen ist, tritt die Frau heran, schließt und verriegelt die Gruft. Vergeblich fleht der Mann sie schreiend an, aufzumachen und ihn hinauszulassen. Die Szenerie wechselt an den Strand, an dem die Frau nackt und mit der eisernen Rose in der Hand eiserne Kreuze umwirft. Sie rezitiert poetische Zeilen wie „Sie werden mich nicht mehr berühren, das Böse verlässt uns“. Gegen Ende ihrer Rezitation befindet sie sich wieder auf dem Friedhof. Der Mann in der Gruft verlangt zunächst weiter brüllend nach Freilassung, erstickt aber schließlich. Die Frau beginnt einen fröhlichen Tanz über den Friedhof, zwischen den Kreuzen und Grabmälern. Als der Morgen graut, öffnet sie die Gruft, steigt ebenfalls hinunter und lässt den Deckel über sich zufallen. Ihre letzten Worte sind: „Ihr seid alle tot. Wir lebendig.“ Inzwischen wurde das Friedhofstor geöffnet und die alte Frau geht mit einem Blumentopf im Arm über den Friedhof. Sie stellt ihn auf den Deckel der Gruft.

## Veröffentlichungen
Die Erstaufführung des Films in Frankreich fand am 12. April 1973 statt. Er erschien auch unter dem alternativen französischen Titel La nuit du cimetière. Kommerziell war ihm kein Erfolg beschieden.
Ab 2005 erschien der Film in mehreren Ländern auf DVD-Video. Die französische Region-2-DVD hat eine Spieldauer von 80 Minuten, während die deutschen Veröffentlichungen alle eine Länge von 77 Minuten und keinen Abspann aufweisen. Die am 31. Januar 2005 unter dem Titel Friedhof der toten Seelen als deutsche Erstveröffentlichung erschienene DVD wurde noch ohne FSK-Prüfung vertrieben. Im gleichen Jahr erschien aber bereits eine weitere deutsche DVD mit gleicher Spieldauer, nun mit einer Freigabe ab 16 Jahren und unter dem Titel Die eiserne Rose. Im November 2005 wurde der Film von der FSK ab 12 Jahren freigegeben.

## Hintergrund
In einem Interview mit Regisseur Jean Rollin, das in einer deutschen DVD-Ausgabe des Films enthalten ist, erzählt dieser, dass die Idee zum Film entstanden sei, als er zusammen mit René Couvert und dem Kameramann unterwegs war, um nach einem Drehort für einen „Film mit besonderer Tragik“ zu suchen. Diesen Drehort hätten sie in der Nähe einer Autobahnausfahrt hinter einer langen Mauer gefunden.
Die eiserne Rose spielt vermutlich an Allerheiligen, wie aus einer Aussage der jungen Frau etwa in Filmmitte hervorgeht („Erster November. Die Welt der Toten vermischt sich mit der Welt der Lebenden.“) Die Gedichtzeilen sind unterschiedlichen Gedichten aus dem Band Les amours jaunes von Tristan Corbière entnommen. Gewidmet ist der Film dem 1972 verstorbenen französischen Schauspieler René-Jean Chauffard.

## Kritiken
Auf Rotten Tomatoes wurden 2012 fünf englischsprachige Kritiken berücksichtigt, die alle positiv ausfielen.
Christian Ade bezeichnet den Film in einer sehr positiven Besprechung auf filmtipps.at als „Rollins´ Zenit und die Quintessenz seines Schaffens.“ Ebenfalls positiv, wenn auch weniger begeistert fällt die Kritik von Julian von Heyl auf echolog.de aus. Nachdem der Rezensent angemerkt hat, dass der Film „die Fangemeinde von Jean Rollin“ spalte, bespricht er ihn in freundlichen Worten und nennt ihn abschließend eine „extravagante Fingerübung, die sich aus dem Regelwerk des gängigen Erzählduktus ganz bewusst ausklammert“.